# Rouzède

Rouzède este o comună în departamentul Charente, Franța. În 1 ianuarie 2022 avea o populație de 232 de locuitori.